# Cambio de piel (novela)
Cambio de piel es una novela del escritor mexicano Carlos Fuentes publicada en 1967. La obra recibió el Premio Biblioteca Breve que otorga la editorial Seix Barral. Su publicación en España fue censurada durante la época del franquismo. El autor dedicó la obra a Julio Cortázar.

## Argumento
En la trama de la obra Fuentes vincula el imaginario mexicano con la cultura occidental realizando una crítica de los patrones sociales mezclando lo mítico con lo real. La historia comienza describiendo un viaje que realizan en automóvil, de la Ciudad de México a Veracruz, cuatro personajes que se ven obligados a pernoctar en Cholula. Cuando visitan la pirámide del sitio arqueológico, poco a poco se va describiendo la personalidad de cada uno de ellos a través de sus propios recuerdos: Javier, Elizabeth, Franz e Isabel.
Javier: Es un hombre que sacrificó su vida intelectual y política por su vida sentimental con Elizabeth. Escritor fracasado busca una renovación creadora la cual visualiza en Isabel, amante que es en realidad una versión más joven de Elizabeth.

Elizabeth (Ligeia, Lisbeth o “Dragona”): Es una mujer judía subordinada a la espera del futuro, de mediana edad quiere recobrar su juventud y revivir su amor pasado.

Franz: colaboró con los nazis construyendo prisiones y hornos crematorios, busca la expiación de su culpabilidad. Abandonó su profesión para convertirse en vendedor de automóviles.

Isabel (“Novillera”): Es alumna de Javier.
 
Los tres personajes principales, Elizabeth, Javier y Franz, buscan un cambio de piel o renovación.
El argumento de la obra y su simbolismo suele ser analizado por estudiantes de Filosofía y Letras en varias universidades del mundo, además, ha sido analizado en varias ocasiones por otros autores, entre ellos: Jorge Ruiz Basto en De la modernidad y otras creencias: en torno a Cambio de piel de Carlos Fuentes y Zsuzsanna Csikós en El problema del doble en Cambio de piel de Carlos Fuentes.

## Censura en España
De acuerdo al informe oficial del Ministerio de Información de España, la publicación del libro se prohibió, durante la época del franquismo, por ser considerada una obra pornográfica, antirreligiosa, comunistoide, projudía y antialemana.